# Rhampholeon chapmanorum
Rhampholeon chapmanorum là một loài thằn lằn trong họ Chamaeleonidae. Loài này được Tilbury miêu tả khoa học đầu tiên năm 1992.